# 北海道函館恵山高等学校
北海道函館恵山高等学校（ほっかいどう はこだてえさんこうとうがっこう、英: Hokkaido Hakodateesan High School）は、北海道函館市女那川町にあった公立（市立）高等学校。

## 沿革
- 1970年（昭和45年） 4月 - 北海道恵山高等学校として開校。当時は尻岸内町（のち恵山町）立で、定時制課程の漁業経営科のみが設置されており、校舎も町立古武井小学校を仮校舎として使用していた。
- 1974年（昭和49年） 2月 - 校舎竣工式を挙行。
- 1983年（昭和58年） 4月 - 全日制課程の漁業経営科を設置。
- 1986年（昭和61年） 
  - 3月 - 定時制課程の漁業経営科を閉科。
  - 4月 - 全日制課程の普通科を設置。
- 1988年（昭和63年） 3月 - 全日制課程の漁業経営科を閉科。
- 2004年（平成16年）12月 - 恵山町が函館市と合併したことにより北海道函館恵山高等学校と改称。
- 2005年（平成17年） 6月 - 現在地に校舎移転。
- 2007年（平成19年） 4月 - 生徒募集を停止。
- 2009年（平成21年） 
  - 2月 - 閉校式を挙行。最後の在校生は13名であった。
  - 3月31日 - 閉校。